# Brett Dier

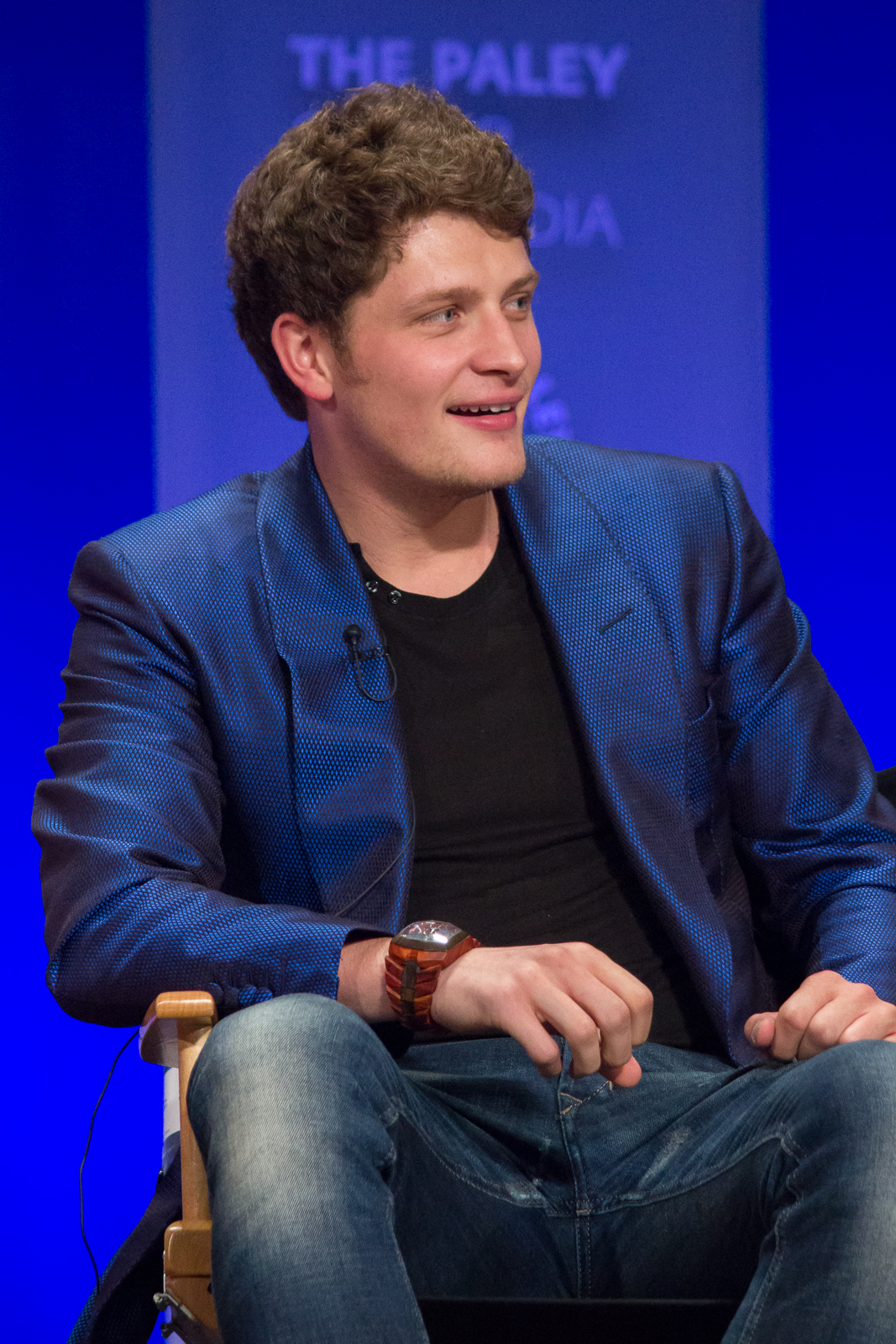
Brett Dier (2015)

Brett Dier (* 14. Februar 1990 in London, Ontario) ist ein kanadischer Schauspieler.

## Leben
Dier wurde im Februar 1990 in  London, Ontario, geboren. Er hat einen schwarzen Gürtel in Tae Kwon Do. In seiner Freizeit macht er Breakdance und geht Bouldern.
Seine ersten Schauspielrollen waren in verschiedene kanadischen Fernsehfilme sowie Fernsehserien. Darunter waren auch US-amerikanische Fernsehserien wie Supernatural, V – Die Besucher oder Troop – Die Monsterjäger. Bekannt wurde er durch die Rolle des Brandon Kelly in der Fernsehserie The L.A. Complex, in der er von Juli bis August 2012 zu sehen war.
Nach einem Gastauftritt im Oktober 2013 in der Backdoor-Pilotfolge, die bei Pretty Little Liars gezeigt wurde, übernahm er von 2013 bis 2014 auch in dessen Spin-off Ravenswood die Hauptrolle des Luke Matheson. Jedoch wurde die Serie nach der 10. Episode aufgrund von mangelnden Zuschauerzahlen wieder eingestellt.

## Filmografie (Auswahl)
- 2006: Family in Hiding (Fernsehfilm)
- 2006: Mord in der Luxusvilla (The Secrets of Comfort House, Fernsehfilm)
- 2007: Seventeen and Missing (Fernsehfilm)
- 2007: Kaya (Fernsehserie, Episode 1x05)
- 2007: Aliens in America (Fernsehserie, Episode 1x09)
- 2008: Smallville (Fernsehserie, Episode 7x18)
- 2008: Every Second Counts (Fernsehfilm)
- 2008: Fear Itself (Fernsehserie, Episode 1x08)
- 2009: Phantom Racer (Fernsehfilm)
- 2009: Troop – Die Monsterjäger (The Troop, Fernsehserie, Episode 1x02)
- 2010: Meteor Storm (Fernsehfilm)
- 2010: Dear Mr. Gacy
- 2010: Gregs Tagebuch – Von Idioten umzingelt! (Diary of a Wimpy Kid)
- 2010: Supernatural (Fernsehserie, Episode 5x17)
- 2010: V – Die Besucher (V, Fernsehserie, Episode 1x07)
- 2010: Der Dämon – Im Bann des Goblin (Goblin) (Fernsehfilm)
- 2011–2013: Mr. Young (Fernsehserie, 7 Episoden)
- 2011: Shattered (Fernsehserie, Episode 1x10)
- 2011: Ghost Storm (Fernsehfilm)
- 2011: Endgame (Fernsehserie, Episode 1x08)
- 2011: Flashpoint – Das Spezialkommando (Flashpoint, Fernsehserie, Episode 4x03)
- 2011: Super Twister (Mega Cyclone, Fernsehfilm)
- 2012: Blackstone (Fernsehserie, Episode 2x06)
- 2012: The Secret Circle (Fernsehserie, Episode 1x18)
- 2012: The L.A. Complex (Fernsehserie, 7 Episoden)
- 2013: Emily Owens (Emily Owens M.D., Fernsehserie, Episode 1x10)
- 2013: Bomb Girls (Fernsehserie, 4 Episoden)
- 2013: Barbie in: Die Verzauberten Ballettschuhe (Barbie in the Pink Shoes , Stimme)
- 2013: Pretty Little Liars (Fernsehserie, Episode 4x13)
- 2013–2014: Ravenswood (Fernsehserie, 10 Episoden)
- 2014–2019: Jane the Virgin (Fernsehserie)
- 2015: ExitUs – Play It Backwards (Exeter)
- 2021: After Yang
- 2022: Fresh
- 2023: About My Father